# Victoria (Austrálie)
Victoria je jeden ze šesti spolkových států Austrálie, který leží na jihovýchodě Austrálie.
Hlavním a zároveň největším městem je Melbourne s 5 miliony obyvatel, což je asi 73 % populace celé Victorie (celková populace Victorie je přibližně 7,01 milionu obyvatel).

## Geografie
Na západě sousedí s Jižní Austrálii a na severu s Novým Jižním Walesem, od kterého je oddělena řekou Murray. Je obklopena Tasmanovým mořem (na jihovýchodě) a Indickým oceánem. Na jih od Victorie leží ostrov Tasmánie, který je také součástí Australského svazu a od kterého jej dělí Bassův průliv. Na východě Victorie leží část pohoří Australské Alpy (angl. Australian Alps), ve kterých se nachází nejvyšší hora Victorie, Mount Bogong (1986 m n. m.). Rozloha Victorie je 237 659 km², což ji činí druhým nejmenším státem Austrálie, po Tasmánii.
Ekonomika Victorie je široce založena s rozvinutým primárním, výrobním a servisním průmyslem. Tvoří přibližně čtvrtinu HDP Austrálie. Většina zemědělských oblastí je využívána hlavně pro pěstování pšenice a krmných plodin.

## Etymologie
Victoria je pojmenována podle britské královny Viktorie, protože to byla britská kolonie. Byla tak pojmenována roku 1851, když se Victoria odtrhla od Nového Jižního Walesu..

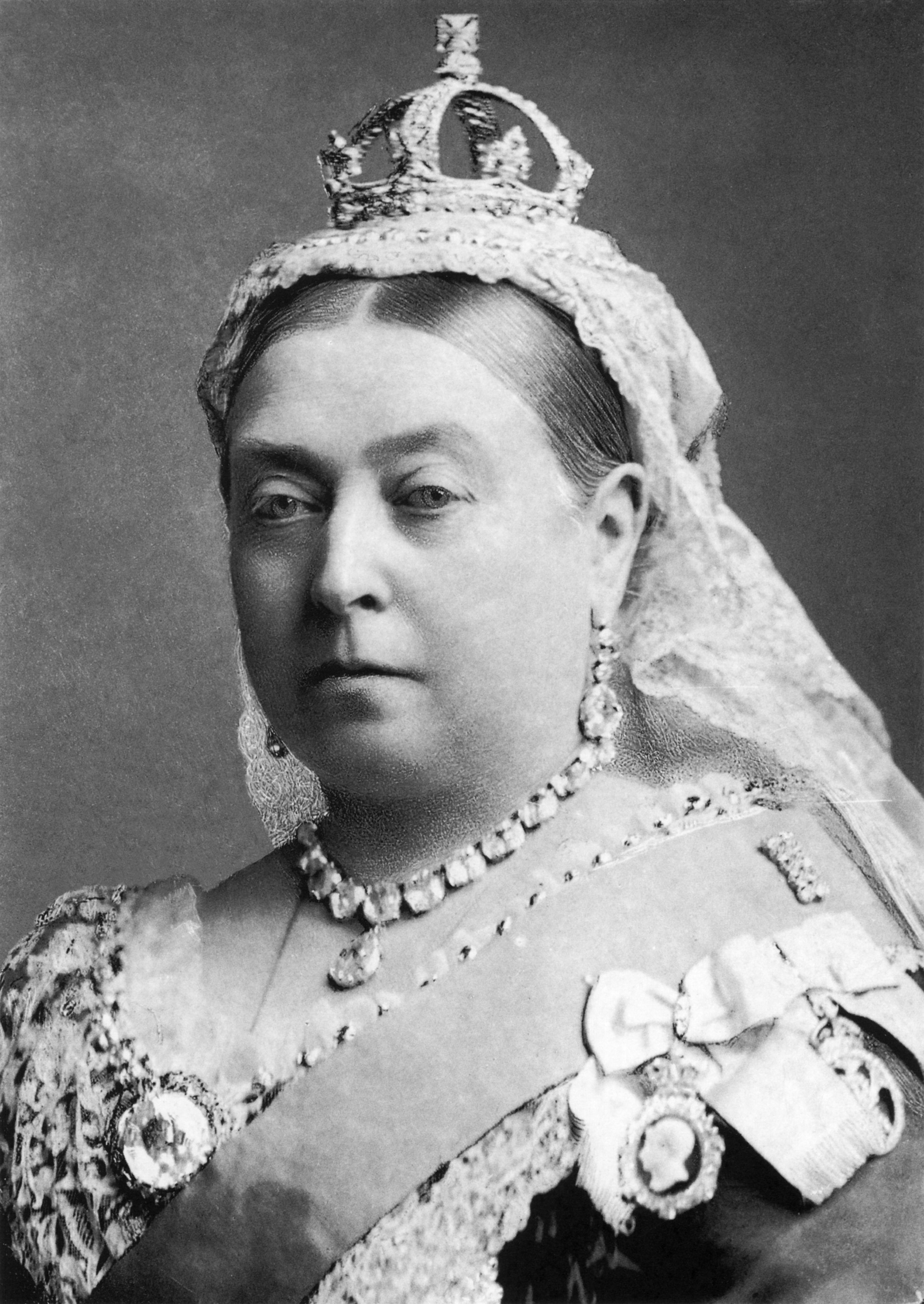
Britská královna Victorie

## Historie

### Před zásahem evropské civilizace
Aboriginci žili na území dnešní Victorie již 40 000 před zásahem evropské civilizace.

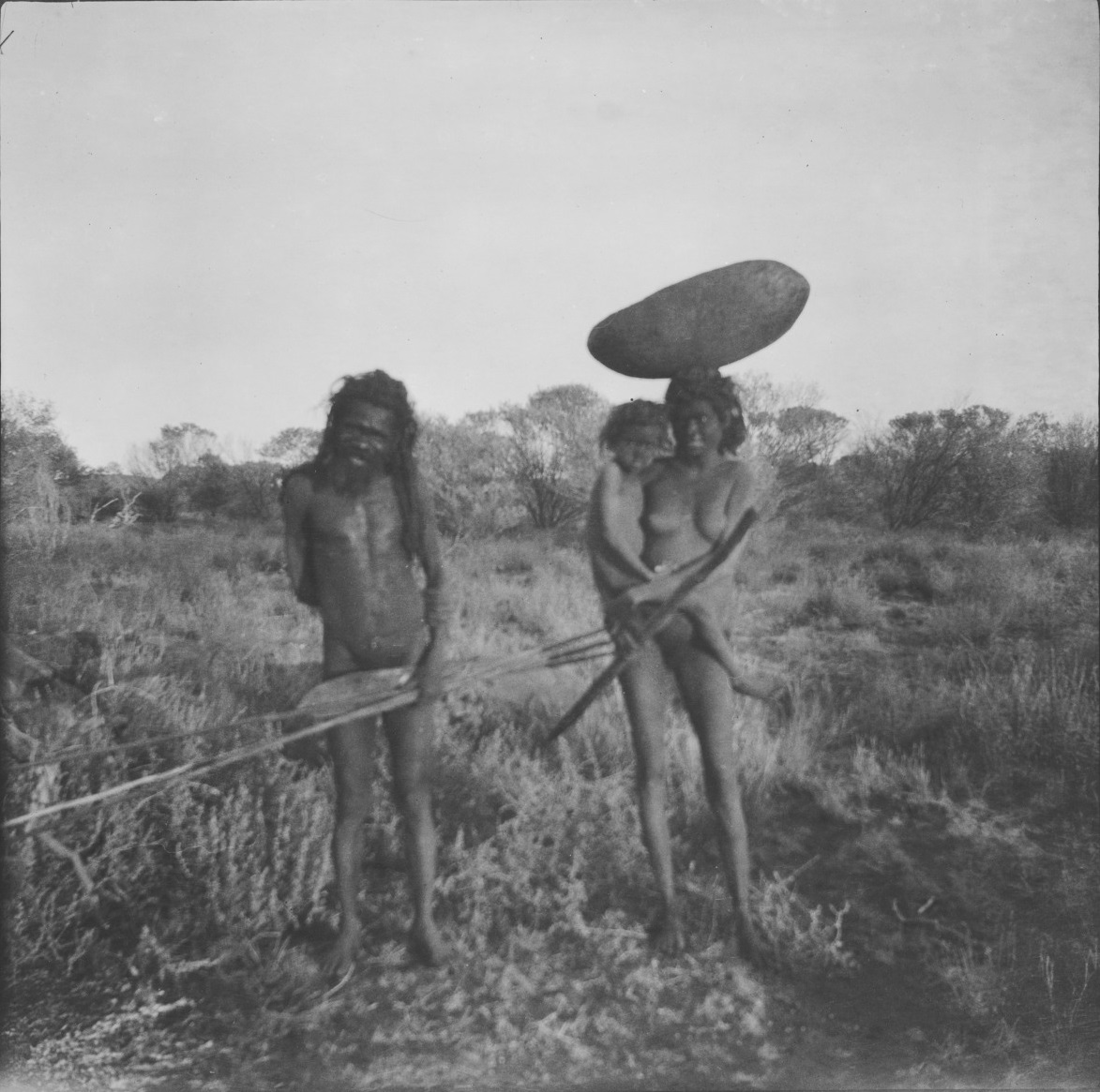
Aboridžínci

## Sesterské regiony
Victoria má 4 sesterské regiony:
- Ťiang-su, Čína (1979)[9]
- Prefektura Aiči, Japonsko (1980)
- Pusan, Korejská republika (1994)[10]
- Sečuánsko, Čína (2016)[11]